# We Built This Glee Club
We Built This Glee Club je jedenáctá epizoda šesté série amerického hudebního televizního seriálu Glee a v celkovém pořadí stá devatenáctá epizoda tohoto seriálu. Napsal ji Aristotle Kousakis, režíroval Joaquin Sedillo a poprvé se vysílala ve Spojených státech dne 13. března 2015 na televizní stanici Fox.
Koná se výběrová soutěž sborů, kde New Directions musí vyhrát a zachránit tak svůj sbor. Rachel Berry se dává dohromady se starým přítelem, když se musí rozhodnout, jestli přijme roli v novém broadwayském muzikálu, nebo se vrátí do školy. Mezitím Sue Sylvester, která je vedoucí sboru Vocal Adrenaline, zjevně investuje veškerou svou energii na zničení New Directions, ale později je odhaleno, že její úmysly byly jiné. V epizodě se jako speciální host objeví Jonathan Groff v roli Jesseho St. Jamese.

## Obsah epizody
Příslušníci New Directions, Alistair (Fineas O'Connell), Jane Hayward (Samantha Marie Ware), Mason McCarthy (Billy Lewis Jr.), Madison McCarthy (Laura Dreyfuss), Myron Muskovitz (J. J. Totah), Spencer Porter (Marshall Williams), Roderick (Noah Guthrie) a Kitty Wilde (Becca Tobin) a jejich noví členové z Warblers nacvičují taneční choreografii s Willem Schuesterem (Matthew Morrison), Blainem Andersonem (Darren Criss), Kurtem Hummelem (Chris Colfer) a Rachel Berry (Lea Michele). Warblers vznesou námitky ohledně tanečních schopností Spencera a Rodericka, tvrdí, že by měli oba stát vzadu, aby se vyhnuli poznámkách. Roderick a Spencer požádají Kitty, aby jim pomohla naučit se tančit. Sam Evans (Chord Overstreet) a Rachel pokračují v diskuzi ohledně toho, zda má Rachel přijmout nabízenou roli do muzikálu na Broadwayi anebo se vrátit do školy, do NYADA. Když si to Rachel promýšlí, přidá se k ní Jesse St. James (Jonathan Groff), který jí řekne, že byl obsazen do hlavní mužské role v muzikálu, do kterého byla Rachel přijata. Jesse se snaží Rachel přesvědčit, že patří na Broadway. Roderick a Spencer procvičují taneční choreografii na vystoupení, ale Spencer si nešťastně vyvrtne kotník. Spencer je přesvědčen, že bude moci vystupovat, pokud si aplikuje kortizol, ale trenér Sheldon Beiste (Dot-Marie Jones) ho od toho marně odrazuje kvůli vysokému zdravotnímu riziku.
Kurt mluví s Rachel ohledně jejího rozhodnutí a snaží se ujistit, že škola je tou správnou volbou. Do sálu přijdou balíčky pro New Directions, po několika chvílích z nich ovšem vybouchnou třpytky a lidé na škole začnou zvracet kvůli záhadně zkažené vodě. Will ihned z tohoto činu podezřívá Sue Sylvester (Jane Lynch), jež to potvrdí a navíc nechá Willovo auto vybouchnout. Will se jí pomstí tím, že se vydává za její kadeřnici a oholí ji všechny vlasy. Výběrové kolo soutěže sborů začíná, když Sue (s parukou) se snaží znejistit Willa a Rachel. Vystoupení Vocal Adrenaline je velmi propracované s mnoha kulisami a kaskadérskými výkony, včetně lidského děla. Rachel vede povzbuzující řeč pro New Directions před vystoupením a Spencer je připraven aplikovat si kortizonovou injekci, ale Roderick dostane nápad. Vystoupení New Directions se soustředí více na jejich hlasy a harmonie, zatímco Spencer se během písně „Chandelier“ houpe na lustru a během další tancuje o berlích. Porotci se odeberou k rozhodnutí a nakonec vyhrají New Directions, Vocal Adrenaline skončí druzí a na třetím místě je nový sbor, s názvem The Falconers. Po vyhlášení výsledků se Sue setkává s Willem a svěří se mu, že ačkoliv se v minulosti nesčetněkrát snažila sbor zničit, tak se rozhodla sboru pomoci, protože Will byl jeden ze dvou lidí, kdo se za ni postavil v televizním vysílání (viz v epizodě The Rise and Fall of Sue Sylvester), a tak úmyslně sabotovala Vocal Adrenaline a provedla kanadské žertíky, aby New Directions podali lepší výkon. Rachel se setkává s Jessem a řekne mu, že se rozhodla vrátit na NYADU a roli na Broadwayi odmítla. Jesse je zklamaný, ale chápe její rozhodnutí a oba se políbí. New Directions se loučí s Rachel, když pokládají trofej za výběrové kolo do vitríny a postupně k ní dávají všechny chybějící trofeje z minulosti a Sue je zpovzdálí s potěšením sleduje.

## Seznam písní
- „Listen to Your Heart“
- „Broken Wings“
- „We Built This City“
- „Mickey“
- „Take Me to Church“
- „Chandelier“
- „Come Sail Away“

## Hrají
| Chris Colfer     | Kurt Hummel           |
| Darren Criss     | Blaine Anderson       |
| Dot Jones        | trenér Sheldon Beiste |
| Jane Lynch       | Sue Sylvester         |
| Kevin McHale     | Artie Abrams          |
| Lea Michele      | Rachel Berry          |
| Matthew Morrison | William Schuester     |
| Amber Riley      | Mercedes Jones        |
| Chord Overstreet | Sam Evans             |

## Natáčení
Jonathan Groff se objevil ve speciální hostující roli jako Jesse St. James. Další hostující herci byli Max George jako Clint, Becca Tobin jako Kitty Wilde, Bill A. Jones jako Rod Remington, Fortune Feimster jako Butch Melman, Marshall Williams jako Spencer Porter, Patricia Forte as Donna Landries, Billy Lewis Jr. jako Mason McCarthy, Laura Dreyfuss jako Madison McCarthy, Samantha Marie Ware jako Jane Hayward, Noah Guthrie jako Roderick, J. J. Totah jako Myron Muskovitz a Finneas O'Connell jako Alistair.
Epizoda obsahuje sedm hudebních coververzí: „Listen to Your Heart“ od Roxette zazněl v podání Jonathana Groffa a Ley Michele; „Broken Wings“ od Mr. Mister zpíval sbor The Falconers; „We Built This City“ od Starship a „Mickey“ od Toni Basil zpívá Max George se skupinou Vocal Adrenaline; „Take Me to Church“ od Hoziera zazněl v podání Noaha Guthrieho, Beccy Tobin, Samanthy Marie Ware a New Directions; „Chandelier“ od Siy zpívá Laura Dreyfuss, Becca Tobin, Samantha Marie Ware a New Directions; „Come Sail Away“ od Styx přezpívali Billy Lewis Jr., Laura Dreyfuss, Marshall Williams, Becca Tobin a New Directions. Všechny tyto písně, s výjimkou „Broken Wings“, byly vydány dne 17. března 2015 na extended play s názvem Glee: The Music, We Built This Glee Club.